# 农山站
农山站（：／ Nongsan yŏk */?）曾为朝鲜铁路三池渊线上的一个车站，位于两江道三池渊郡，废止时间不明。